# Лопатников, Николай Львович
Николай Львович Лопатников (англ. Nikolai Lopatnikoff; 16 марта 1903, Ревель — 7 октября 1976, Питтсбург) — русский, германский и американский композитор российско-еврейского происхождения.

## Биография
Родился в семье Лейба Мееровича Лопатникова (1865—1936), уроженца Янишек, и Иды Нохумовны Фейтельберг (1868—1934), родом из Риги. Вырос в Санкт-Петербурге, в одиннадцатилетнем возрасте начал заниматься в Петроградской консерватории (в том числе у А. Житомирского). После Октябрьской революции в ноябре 1917 года перебрался с семьёй в Хельсинки, где продолжил занятия музыкой под руководством Эрика Фурухьельма. С 1920 г. продолжил обучение музыке в Германии — сперва в Гейдельберге у Германа Грабнера, затем в Мангейме у Эрнста Тоха и Вилли Реберга. В 1923—1927 гг. учился в Баденской Высшей технической школе в Карлсруэ, получив диплом инженера, однако начавшаяся одновременно успешная композиторская карьера освободила Лопатникова от необходимости работать по этой специальности.
Первым заметным успехом Лопатникова стал его первый фортепианный концерт, впервые исполненный в Кёльне в 1925 году Хансом Брухом (дирижировал Герман Абендрот). В 1927 году, участвуя в фестивале «Немецкая камерная музыка 1927 года» в Баден-Бадене, Лопатников познакомился с Аароном Коплендом и Сергеем Кусевицким; Кусевицкий заказал Лопатникову оркестровое переложение исполнявшегося на фестивале Скерцо для механического пианино, в дальнейшем включив его в программу Бостонского симфонического оркестра. В 1929 году Второй струнный квартет Лопатникова был удостоен в Париже Беляевской премии, в том же году состоялась премьера Первой симфонии, годом позже отмеченной премией Германского радиовещания. Последней крупной работой, завершённой Лопатниковым в германский период, стала опера «Дантон», премьера которой, запланированная на 1933 год, не состоялась из-за прихода к власти нацистов.
В 1936 году Лопатников покинул Германию и на три года поселился в Лондоне, давая частные уроки и сотрудничая как аранжировщик с BBC. В 1939 году он перебрался в США, в 1944 году получил американское гражданство.
В 1940-е гг. ряд произведений Лопатникова завоевали признание американских специалистов. Opus Sinfonicum (1942, вторая редакция) выиграл конкурс Кливлендского оркестра, крайне одобрительный отзыв видного музыкального критика Вирджила Томсона получила Вторая соната для скрипки и фортепиано (1948), впервые исполненная Джозефом Фуксом и Артуром Бальзамом. В 1945—1969 гг. Лопатников был профессором музыки в Технологическом университете Карнеги в Питтсбурге.